# 5535 Annefrank
5535 Annefrank je asteroid notranjega glavnega pasu, član družine Augusta. Leta 1942 ga je odkril Karl Wilhelm Reinmuth. Imenovan je po Ani Frank, nemško-judovski pisateljici, ki je umrla v koncentracijskem taborišču. Ime je bilo izbrano takoj po 2. svetovni vojni.
Leta 2002 je vesoljska sonda Stardust letela mimo Annefrank na oddaljenosti 3079 km. Slike prikazujejo asteroid, ki ima zunanje mere v izmeri 6,6 × 5,0 × 3,4 km, kar je dvakrat več od prejšnjih domnevanj. Oblika je nepravilna, asteroid pa je posut z udarnimi kraterji. Odbojnost so izračunali iz fotografij in znaša 0,24.